# Ministre de la Formation continue (Écosse)
 (février 2016).
Si vous disposez d'ouvrages ou d'articles de référence ou si vous connaissez des sites web de qualité traitant du thème abordé ici, merci de compléter l'article en donnant les références utiles à sa vérifiabilité et en les liant à la section « Notes et références ».
La liste des ministres écossais de la Formation continue présente les ministres successifs des gouvernements écossais chargés de ce secteur.

## Liste des ministres
| Nom                                                                  | Nom                                                  | Gouvernement                                         | Début du mandat                                      | Fin du mandat                                        |
| Ministre des Entreprises et de la Formation continue                 | Ministre des Entreprises et de la Formation continue | Ministre des Entreprises et de la Formation continue | Ministre des Entreprises et de la Formation continue | Ministre des Entreprises et de la Formation continue |
| -------------------------------------------------------------------- | ---------------------------------------------------- | ---------------------------------------------------- | ---------------------------------------------------- | ---------------------------------------------------- |
|                                                                      | Henry McLeish                                        | Dewar                                                | 17 mai 1999                                          | 11 octobre 2000                                      |
|                                                                      | Wendy Alexander                                      | McLeish                                              | 27 octobre 2000                                      | 22 novembre 2001                                     |
| Ministre des Entreprises, des Transports et de la Formation continue |                                                      |                                                      |                                                      |                                                      |
|                                                                      | Wendy Alexander                                      | McConnell I                                          | 22 novembre 2001                                     | 4 mai 2002                                           |
|                                                                      | Iain Gray                                            | McConnell I                                          | 4 mai 2002                                           | 27 mars 2003                                         |
| Ministre des Entreprises et de la Formation continue                 |                                                      |                                                      |                                                      |                                                      |
|                                                                      | Jim Wallace                                          | McConnell II                                         | 20 mai 2003                                          | 27 juin 2005                                         |
|                                                                      | Nicol Stephen                                        | McConnell II                                         | 27 juin 2005                                         | 17 mai 2007                                          |
| Ministre de l'Éducation et de la Formation continue                  |                                                      |                                                      |                                                      |                                                      |
|                                                                      | Fiona Hyslop                                         | Salmond I                                            | 17 mai 2007                                          | 1er décembre 2009                                    |
|                                                                      | Michael Russell                                      | Salmond I et II                                      | 1er décembre 2009                                    | 19 novembre 2014                                     |